# IL Возничего
IL Возничего (лат. IL Aurigae) — двойная затменная переменная звезда типа Алголя (EA:) в созвездии Возничего на расстоянии приблизительно 2125 световых лет (около 651 парсека) от Солнца. Видимая звёздная величина звезды — от +12,6m до +12m.

## Характеристики
Первый компонент — жёлто-белая звезда спектрального класса F. Радиус — около 1,57 солнечного, светимость — около 3,469 солнечных. Эффективная температура — около 6280 К.